# Asijská pětka
Asijská pětka (v anglickém originále Asian F) je třetí epizoda třetí série amerického muzikálového televizního seriálu Glee a v celkovém pořadí čtyřicátá sedmá epizoda seriálu. Scénář k ní napsal Ian Brennan, jeden z hlavních tvůrců seriálu, režíroval ji Alfonso Gomez-Rejon a poprvé se vysílala ve Spojených státech dne 4. října 2011 na televizním kanálu Fox. V této epizodě poznáme rodiče Emmy Pillsbury (Jayma Mays) a Mika Changa (Harry Shum mladší). Konkurzy na školní uvedení muzikálu West Side Story jsou téměř u konce a strhne se velký boj o roli Marii mezi Mercedes Jones (Amber Riley) a Rachel Berry (Lea Michele), což přivede Mercedes k tomu, aby opustila školní sbor New Directions.
Rozšířená kopie epizody byla poslána několika recenzentům a získala vysoce nadšené ohlasy. Po vysílání epizody bylo mnoho dalších recenzentů nadšeno, ačkoliv ne všichni. Brittanin (Heather Morris) výkon v písni "Run the World (Girls)" byl chválen, stejně jako celá dějová linie s Mikem Changem a kritici zvláště vyzdvihli jeho ztvárnění písně "Cool" a jeho první sólovou taneční sekvenci. Hudební vystoupení byly většinou přijaty velmi dobře, mezi nimi byly tři, ve kterých vystupovala Mercedes, zvláště "It's All Over" z muzikálu Dreamgirls. Nicméně její zápletka měla své kritiky, většinou díky opakování motivu Mercedes versus Rachel a nesrovnalostí s její charakterizací v minulých vystoupeních.
Všech šest písní z epizody bylo vydáno jako singly a jsou dostupné ke stažení. Dva z nich, "Fix You" a "Run the World (Girls)", se umístily v žebříčku Billboard Hot 100 a "Fix You" taktéž ještě v Canadian Hot 100. V den původního vysílání epizodu sledovalo celkem 8,42 milionů amerických diváků a získala 3,6/10 Nielsenova ratingu/podílu na trhu ve věkovém okruhu od osmnácti do čtyřiceti devíti let. Celková sledovanost epizody a ratingy lehce klesly v porovnáním s předchozí epizodou s názvem Shelby se vrací.

## Děj epizody

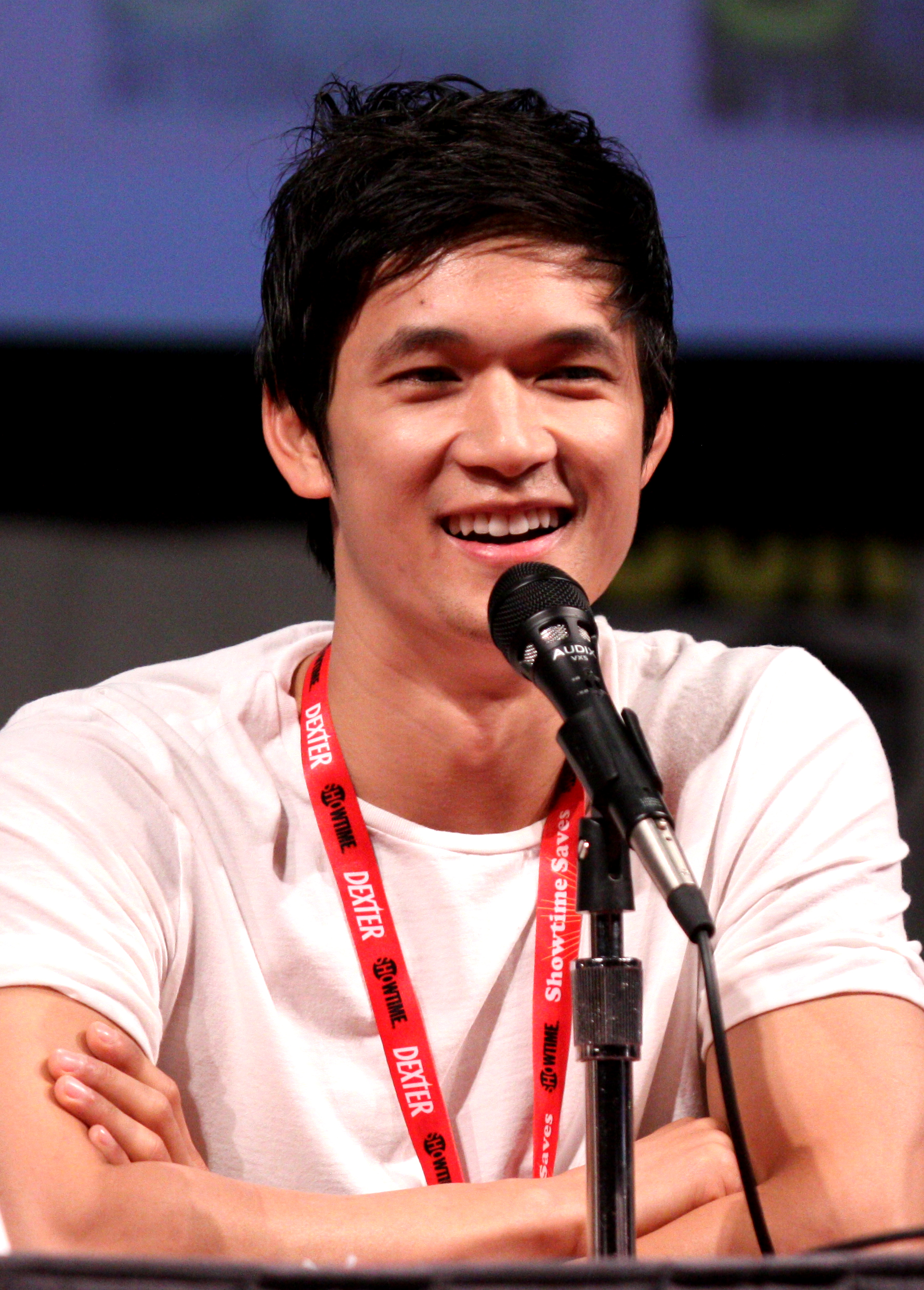
Harry Shum mladší (na obrázku) jako Mike má v této epizodě první sólové pěvecké vystoupení

Poté, co Mike (Harry Shum mladší) dostane známku "1-" (A−) z testu z chemie, je jeho otec (Keong Sim) rozzlobený, protože jedna minus je pro něj "asijská pětka". Vidí to jako nebezpečí, které muže ohrozit Mika chodit na Harvard a trvá na tom, aby se Mike věnoval více učení a zanechal sboru i jeho přítelkyně Tiny (Jenna Ushkowitz), která mu pomáhala s vylepšením jeho zpěvu. Mike prosí ještě o jednu další šanci a slibuje, že bude chodit na doučování, ale později se rozhodne následovat své sny a jde na konkurz na roli Riffa ve West Side Story, kde vystupuje s písní "Cool". Zmešká doučovací hodinu a jeho matka (Tamlyn Tomita) ho konfrontuje. Když ji řekne, že by byl radši tanečníkem než lékařem, jeho matka mu prozradí, že v minulosti zavrhla své sny stát se profesionální tanečnicí a nechce, aby se jejímu synovi stalo to samé.
Brittany (Heather Morris) chce zvýšit své šance stát se prezidentkou ročníku a zpívá strhující píseň plnou ženské síly—"Run the World (Girls)"—v improvizované sestavě pomocí školních roztleskávaček a Santany (Naya Rivera), která se znovu přidala k New Directions, bez vědomí trenérky roztleskávaček Sue Sylvester (Jane Lynch). Velká síla nadšení všech žen ve škole znervózňuje Kurta (Chris Colfer), dalšího kandidáta na prezidenta třídy. Kurt vzdal svůj sen hrát Tonyho v muzikálu a dává kytici růží svému příteli Blainovi (Darren Criss), který byl do role vybrán.
Will (Matthew Morrison) je nejistý ohledně jeho vztahu s Emmou, protože ho nepožádala, aby se setkal s jejími rodiči, a tak je pozve na večeři bez jejího vědomí. Její rodiče se vysmívají onemocnění své dcery (Obsedantně kompulzivní porucha), což rozzlobí Willa a také vyjádří posedlost barvou vlasů—Emma je pojmenuje jako "zázvoroví rasisti". Emmina obsedantně kompulzivní porucha se zhorší po stresu z jejich návštěvy. Will ji pomáhá, omluví se ji a připojí se k Emmě, když se modlí.
Mercedes (Amber Riley), podpořená svým přítelem Shanem (LaMarcus Tinker), jde na konkurz na roli Marii a nadchne režiséry—Emmu, trenérku Beiste (Dot-Marie Jones) a Artieho (Kevin McHale)—se svým ztvárněním písně "Spotlight". Uspořádají druhé kolo pro ni a Rachel (Lea Michele), aby jim pomohlo rozhodnout se, která z nich bude roli později hrát. Mercedes je rozzlobená, když si myslí, že je opět favoritkou Rachel, které jsou ve sboru svěřována všechna sóla. Když Will přinutí Mercedes, aby chodila na taneční hodiny, ze kterých je Rachel omluvená, tak se Mercedes rozhodne opustit sbor. Když Mercedes a Rachel soutěží v druhém kole s písní "Out Here On My Own", Mercedes předvádí výkon, o kterém si Rachel v duchu myslí, že byl lepší než ten její a rzohodne se na poslední chvíli také kandidovat na prezidenta třídy, aby zlepšila své šance na přijetí na vysokou školu. Toto zklame Kurta, který má nyní dalšího rivala, se kterým musí soutěžit. Tři režiséři se nakonec dohodnou, že roli dají oběma kandidátkám a každá bude hrát polovinu ze všech představení, ale Mercedes je přesvědčená, že si zasloužila vyhrát roli úplně a odmítá roli nyní přijmout. Stahuje se z konkurzu a dobrovolně se připojuje do nového školního sboru pod vedením Shelby Corcoran (Idina Menzel). Je zveřejněn definitivní seznam účinkujících pro školní muzikál, s Rachel jako Mariou, Blainem jako Tonym, Santanou jako Anitou, Mikem jako Riffem a Kurtem jako strážníkem Krupkem.

## Seznam písní
- "Spotlight"
- "Run the World (Girls)"
- "Cool"
- "It's All Over"
- "Out Here On My Own"
- "Fix You"

## Hrají
| Dianna Agron      | Quinn Fabray          |
| Chris Colfer      | Kurt Hummel           |
| Darren Criss      | Blaine Anderson       |
| Jane Lynch        | Sue Sylvester         |
| Jayma Mays        | Emma Pillsburry       |
| Kevin McHale      | Artie Abrams          |
| Lea Michele       | Rachel Berry          |
| Cory Monteith     | Finn Hudson           |
| Heather Morris    | Brittany Pierce       |
| Matthew Morrison  | William Schuester     |
| Amber Riley       | Mercedes Jones        |
| Naya Rivera       | Santana Lopez         |
| Mark Salling      | Noah „Puck“ Puckerman |
| Harry Shum mladší | Mike Chang            |
| Jenna Ushkowitz   | Tina Cohen-Chang      |